# Stazione di Ceggia
La stazione di Ceggia è una stazione ferroviaria posta lungo la linea ferroviaria Venezia-Trieste, a servizio del comune di Ceggia.

## Storia
La stazione venne attivata nel 1886.

## Strutture e impianti
La fermata dispone di due binari dotati di marciapiede.
Nel 1956 venne messo in opera un Apparato Centrale Elettrico a leve individuali con Blocco Elettrico Manuale.
Fu importante il raccordo con il zuccherificio Eridania di Ceggia, attivato con la fabbrica nel 1929 e dismesso nel 1997.
Nel 1999 venne dismesso l'apparato e l'Ufficio Movimento demolito.

## Movimento
La stazione è servita da treni regionali svolti da Trenitalia nell'ambito del contratto di servizio stipulato con le regioni interessate.